# Pölkenstraße 15 (Quedlinburg)

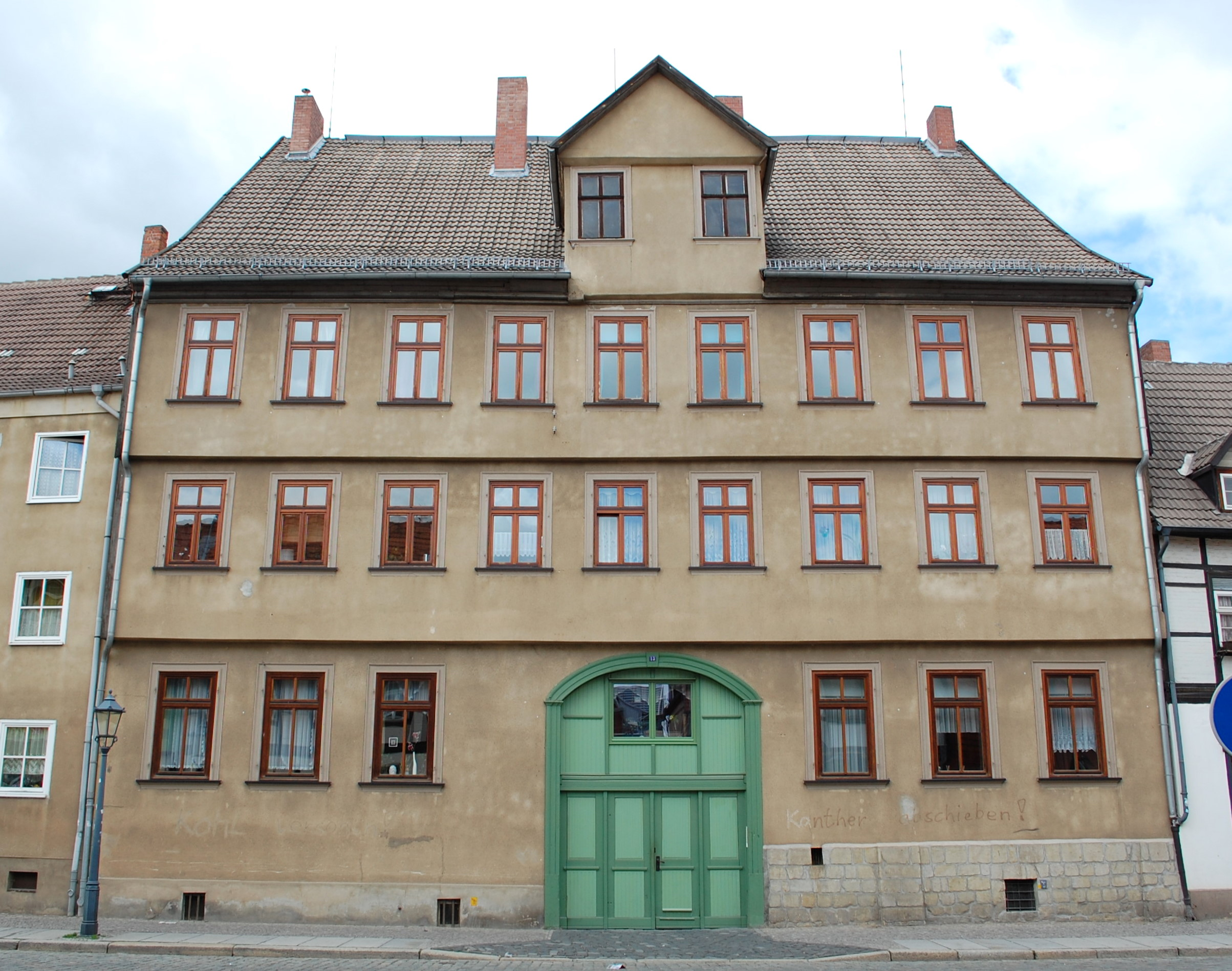
Haus Pölkenstraße 15

Das Haus Pölkenstraße 15  ist ein denkmalgeschütztes Gebäude in der Stadt Quedlinburg in Sachsen-Anhalt.

## Lage
Es befindet sich in der historischen Neustadt Quedlinburgs gegenüber der Einmündung der Straße Kaplanei auf die Pölkenstraße, auf der Westseite der Straße. Das Gebäude gehört zum UNESCO-Weltkulturerbe und ist im Quedlinburger Denkmalverzeichnis als Kaufmannshof eingetragen.

## Architektur und Geschichte
Das dreigeschossige, durch seine Größe das Stadtbild in besonderer Weise prägende Fachwerkhaus entstand in der Zeit um 1760. Das Haus besitzt neun Achsen, wobei die Fenster symmetrisch angeordnet sind. Um eine Achse von der Mitte nach Norden verlagert befindet sich zur Straße hin ein Zwerchhaus auf dem Gebäude. Unterhalb des Zwerchhauses besteht im Erdgeschoss eine Tordurchfahrt.
Auf dem Hof des Anwesens befindet sich auf der Nordseite ein Seitenflügel. Der ebenfalls in Fachwerkbauweise errichtete Gebäudeteil entstand im 19. Jahrhundert. An den Seitenflügel schließt sich ein weiteres, in Teilen älteres Fachwerkhaus an. Zum Hof gehört ein großer Speicher mit hohem Dach. Das als Fachwerkhaus in Ständerbauweise mit Verschwertung errichtete Gebäude schließt das Gelände nach Westen ab. Eine Tordurchfahrt führt zur westlich gelegenen Straße Damm.